# Paweł Lutnicki
Paweł Lutnicki – włocławski kasjer miejski, przez okres kilku miesięcy w 1839 roku pełnił zastępczo obowiązki prezydenta miasta.